# Фабіо Магальяйш
Фабіо Магальяйш (порт. Fábio, 13 березня 1979) — бразильський пляжний волейболіст, олімпійський медаліст.

## Виступи на Олімпіадах
| Олімпіада  | Дисципліна       | Місце |
| ---------- | ---------------- | ----- |
| Пекін 2008 | пляжний волейбол | 2     |